# Overlapsstation
En overlaps- eller en transferstation er en togstation til mere end en jernbanerute i et offentligt transportsystem, der giver passagerer mulighed for at skifte fra en rute til en anden, ofte uden at skulle forlade en station eller betale en ekstra billetpris.
Skift kan ske inden for den samme tilstand eller mellem jernbanetilstande eller til busser (for stationer med busterminaler tilsluttet). Sådanne stationer har normalt flere platforme end enkelte rutestationer. Disse stationer kan findes i enten kommercielle centre eller i byens udkant i boligområder. Byer planlægger typisk lokalområder omkring overlapsstationer i byplanen. Passagerer kan blive bedt om at betale ekstra billetpris for skiftet, hvis de forlader en betalt zone.

## Historie
Med åbningen af Woodside an Birkenhead Dock Street Tramway i 1873 blev Birkenhead Dock jernbanestation i Birkenhead, England sandsynligvis verdens første sporvogn til tog-overlapsstation. 

## Eksempler
Verney Junction-overlapsstationen i Buckinghamshire, England blev bygget på det punkt, hvor to jernbanelinjer krydser hinanden i åbent landskab. Stationen blev bygget i et åbent fjerntliggende område, og den blev brugt fra 1868 til 1968. 
Manhattan Transfer på Pennsylvania Railroad var placeret uden for Newark, New Jersey i et relativt isoleret område og blev primært brugt til passagerskifte.
Nogle gange tilbydes udveksling på tværs af platforme mellem hovedlinjejernbaner og byers metrostation, såsom Barking og Stratford stationer i London eller Gesundbrunnen i Berlin.
I nogle tilfælde er der ikke tilvejebragt nogen dedikeret underjordisk passage eller gangbro, og derfor er passagerer nødt til at skifte mellem to dele af en station gennem byens gader. Eksempler inkluderer Kuramae Station i Toei i Tokyo, Japan og Lexington Avenue-59th Street / Lexington Avenue – 63rd Street stationer i New York City. I mange tilfælde tillader elektronisk billetoverførsel at overføre passagerers genindrejse i transportsystemet uden at betale billetprisen anden gang, som om de aldrig havde forladt stationens billetkontrolzone.
Der er også overlapsstationer for busruter, hvor folk kan skifte mellem forskellige busruter uden ekstra billetpris eller kun forskellene på billetpriserne for de to ruter. Eksempler inkluderer Tai Lam Tunnel Bus Interchange og Shing Mun Tunnel Bus Interchange i Nye Territorier, Hong Kong og i centrum af Lafayette, Indiana.